# Voyria aphylla
Voyria aphylla là một loài thực vật có hoa trong họ Long đởm. Loài này được (Jacq.) Pers. miêu tả khoa học đầu tiên năm 1805.